# Hagbard Celine
Kaptain Hagbard Celine er en fiktiv/eksisterende person/karakter fra bøgerne/profetierne Illuminatus trilogien af Robert Shea og Robert Anton Wilson, navngivet efter den legendariske vikinghelt Hagbard, der døde for kærligheden. I Schrödinger's kattetrilogi, efterfølgeren til Illuminatus!, skrives det at 'Hagbard Celine' er et pseudonym, og hans rigtige navn er 'Howard Crane'. Da trilogien passerer gennem flere meget forskellige universer er det sandsynligt set i lyset af andre oplysninger at dette ikke er sandt i det univers hvor Illuminatus! og The Historical Illuminatus Chronicles finder sted.
Hagbard Celine er et geni og rejser rundt i en fantastisk ubåd (Leif Ericson).